# Paul Juretschke
Paul Juretschke (* 15. März 1869 in Leimerwitz, Landkreis Leobschütz; † 22. September 1946 in Bad Iburg) war ein Landwirtschaftsrat und Abgeordneter.

## Leben
Der gebürtige Oberschlesier Juretschke promovierte am 22. Juni 1893 an der Philosophischen Fakultät der Universität Leipzig mit einer Arbeit über den „Einfluss verschiedener Ölkuchensorten auf den Fettgehalt der Milch und auf die Beschaffenheit des Butterfettes“ zum Dr. phil. Er zog nach Iburg bei Osnabrück und war der erste Leiter der 1897 vom Flecken Iburg gegründeten landwirtschaftlichen Winterschule, die er nach Kräften ausbaute. 1908 wurde er in den Kreistag gewählt, dem er bis zur Auflösung des Kreises Iburg  1932 angehörte. Als Mitglied des Kreisausschusses wurde er auch zum Vertreter des Landrats gewählt. Dessen mehrmaliger Wechsel stärkte und förderte seine kreispolitische Autorität. So übernahm er auch den Vorsitz des Vorstandes der Kreissparkasse Iburg. Über 20 Jahre gestaltete er die Regionalpolitik des Kreises Iburg nachhaltig mit.
Zum 1. September 1919 rückte er für den ausgeschiedenen Amtsgerichtsrat Carl Friedrich Engelen in den 59. Hannoverschen Provinziallandtag nach. Vom 60. Hannoverschen Provinziallandtag im Januar 1926 noch als Stellvertreter in den Provinzialausschuss gewählt, wurde er bei der nächsten Wahl 1930 als Mitglied des Provinzialausschusses berufen. Seit 1931 gehörte er auch dem Vorstand der Provinzial-Lebensversicherungsanstalt an. Im Hannoverschen Provinziallandtag des Jahres 1933 war er Mitglied der parlamentarischen Arbeitsgemeinschaft, die die NSDAP mit der  Deutschen Zentrumspartei und der Deutsch-Hannoverschen Partei (DHP) gebildet hatte. 1933 verlor er sämtliche politischen Ämter.
Paul Juretschke war mit Johanna Meyer verheiratet. Das Paar hatte zwei Söhne: Walter Juretschke (* 23. Mai 1904 - Juli 1970), Dr. med., Arzt in Vörden und Hans Juretschke (1909–2004), Romanist, Hispanist und Germanist, der in Spanien wirkte und eine Tochter Ida Arens, geb. Juretschke (1899–1983).

## Schriften
- Einfluss verschiedener Ölkuchensorten auf den Fettgehalt der Milch und auf die Beschaffenheit des Butterfettes. Dissertation. Leipzig 1893.